# جام حذفی فوتبال سوئد
جام حذفی فوتبال سوئد (به سوئدی: Svenska Cupen) مسابقاتی است که به صورت حذفی در کشور سوئد از سال ۱۹۴۱ تاکنون برگزار می‌شود. این جام از ۹۸ تیم که از سراسر کشور سوئد در آن شرکت می‌کنند برگزار می‌شود.
باشگاه فوتبال مالمو با ۱۶ قهرمانی پرافتخارترین تیم این سری مسابقات به حساب می‌آید.

## پرافتخارترین باشگاه‌ها
| قهرمانی | باشگاه      |
| ------- | ----------- |
| ۱۶      | مالمو       |
| ۸       | ای‌آی‌کی      |
| ۸       | گوتبورگ     |
| ۶       | نورشوپینگ   |
| ۵       | دیورگاردن   |
| ۵       | هلسینگبورگس |
| ۳       | کالمار      |
| ۳       | الفسبورگ    |
| ۳       | هکن         |
| ۲       | اوتویدبرگس  |